# Benedict Henrik
Benedict Henrik, teljes nevén Benedict Károly Henrik (Bécs, 1871. szeptember 6. – Budapest, Józsefváros, 1926. december 17.) kórházi főorvos, egyetemi tanár.

## Életútja
Benedict Zsigmond kereskedő és Gerstler Zsófia fiaként született. Középiskolai tanulmányait szülővárosában végezte, majd a Budapesti Tudományegyetem Orvostudományi Karán tanult, ahol 1894-ben szerezte meg oklevelét. Ekkoriban Klug Nándor biológia-tanár asszisztenseként működött, majd Freiburgban folytatta tanulmányait, ahonnan 1902-ben tért vissza Magyarországra. Tíz éven át Korányi Frigyes mellett dolgozott. 1908-ban az alkati betegségek kor és gyógytana tárgyköréből egyetemi magántanári képesítést szerzett, amelyből 1918-ban rendkívüli egyetemi tanári címet is nyert. 1912-ben a Zsidókórházban átvette Stiller Bertalan nyugalomba vonulása után az osztályát, s egy évvel később kinevezték a kórház élére. 1913-ban elkezdte a kórház központi laboratóriumának és röntgenrészlegének kialakítását, amit az első világháború ugyan lassított, de 1916-ra mégis megvalósította. A háború évei alatt szervezeti felépítésében is átalakította az irányítása alatt állt kórházat. Megkapta az egészségügyi főtanácsos kinevezést. Tanulmányainak száma meghaladta a félszázat, amelyek főleg az anyagcsere patológiájával, az idegrendszer és a szív kórtanával foglalkoztak. 1926. december 17-én a Pannónia Szálló egyik szobájában öngyilkos lett (morfium mérgezés).
A Salgótarjáni utcai zsidó temetőben nyugszik.

## Családja
Felesége Mezei Ilma (1880–1944) volt, Mezei Sándor és Bakonyi Sarolta lánya, akit 1905. december 4-én Budapesten vett nőül. Sógorai Révai Ödön könyvkiadó és Egry Aurél ügyvéd, jogtudós.
Gyermekei:
- Benedict János (1906–1984) belgyógyász.
- Benedict Edvina (1909–?). Férje Schmidl Ernő Sándor (1904–1944).

## Emlékezete
Bronzból készült mellszobra a XIII. kerületi Szabolcs Utcai Kórház parkjában állt (ellopták).

## Fontosabb művei
- Heredodegeneration u. postdiphterische Lähmung (1912)
- Az epekő betegség kórgyógytanának néhány kérdéséről (1913)
- A gümős rheumatismusról (uo.)
- Metatuberkulózus kórállapotokról (uo.)
- A heveny szívizomellágyulás kórképe az orvosi gyakorlatban(1916)
- Heveny-kórképek, mint rákos megbetegedések első megnyilatkozásai (1917)
- Az encephalo-myelitisről (1919)
- Paratuberkulózis tünetek (1921)
- Kalcium therápiás alkalmazásról (1923)
- Diemetatuberkulösen Krankheitszustände unter besonderer Berücksichtigung d. Abdominalorgane (1924)
- A koszorús szívverőerek megbetegedéséből származó hevenykórképekről (1925)
- Benedikt Henrik belgyógyászati dolgozatai (1928)